# Saint-Rigomer-des-Bois
Saint-Rigomer-des-Bois là một xã trong tỉnh Sarthe ở tây bắc nước Pháp. Xã này nằm ở khu vực có độ cao từ 134-260 mét trên mực nước biển.